# Arpad Elo
Arpad Emrick Elo (Hungria, 25 de agosto de 1903 — Brookfield, Wisconsin, Estados Unidos, 5 de novembro de 1992) foi o criador do sistema de classificação ELO para medir a força relativa entre enxadristas.

## Vida
Nascido na Hungria, mudou-se com seus pais para os Estados Unidos quando ainda era uma criança, em 1913. Elo foi professor de física na Marquette University em Milwaukee e um mestre de xadrez que ganhou o campeonato estadual de Wisconsin muitas vezes.
O sistema original de cálculo de ratings foi desenvolvido em 1950 por Kenneth Harkness, um dos administradores da United States Chess Federation. Em 1960, utilizando dados obtidos pelo sistema Harkness, Elo desenvolveu sua própria fórmula que tem uma base estatística, sendo um aprimoramento do método antigo.

## Obra
- The Rating of Chessplayers, Past and Present  (1978)